# Choré Central
Club Choré Central jest paragwajskim klubem piłkarskim z siedzibą w mieście Choré, w dzielnicy San Roque.

## Osiągnięcia
- Mistrz trzeciej ligi paragwajskiej: 2005

## Hsitoria
Klub założony został 19 stycznia 1965 roku i gra obecnie w drugiej lidze paragwajskiej (Primera división paraguaya). Swoje mecze domowe Chore Central rozgrywa na oddanym do użytku w roku 2005 stadionie Estadio Asteria Mendoza, mającym pojemność 3500 widzów.